# La 1
La 1 (früher TVE 1 und La Primera) ist ein Fernsehsender der spanischen öffentlich-rechtlichen Rundfunkanstalt Televisión Española.
Die erste Ausstrahlung erfolgte am 28. Oktober 1956, dem Jahrestag der Gründung der Falange. Während der Zeit der spanischen Diktatur war das Fernsehen ein wichtiges Propagandamittel des Regimes.
Die Einschaltquoten sind seit 1990 von ca. 50 % wegen Konkurrenz durch private Sender sowie hauseigene Kanäle kontinuierlich gesunken und lagen 2008 bei ungefähr 17 %.

## Logo
| 1960 bis 1982 | 1982 bis September 1991 | September 1991 bis April 1999 | April 1999 bis August 2008 | Seit August 2008 |
| ------------- | ----------------------- | ----------------------------- | -------------------------- | ---------------- |